# 2019–2020-as szerb labdarúgó-bajnokság (első osztály)
A szerb labdarúgó-bajnokság első osztálya (szerbül: Super Liga Srbije [Супер Лига Србије], szponzorált nevén: SuperLiga) a legmagasabb szintű, évenként megrendezésre kerülő labdarúgó-bajnokság Szerbiában.

## Résztvevők
A bajnokság 16 csapatból áll: tizenhárom csapat a 2018–19-es szerb SuperLiga-ból és három új csapat a 2018–19-es szerb másodosztályból. 

### Csapatok
| Klub                 | Város     | Stadion                  | Férőhrely |
| -------------------- | --------- | ------------------------ | --------- |
| FK Inđija            | Inđija    | Inđija Stadion           | 2,500     |
| FK Javor Ivanjica    | Ivanjica  | Ivanjica Stadion         | 3,000     |
| FK Čukarički         | Belgrád   | Čukarički Stadion        | 4,070     |
| Mačva                | Šabac     | Gradski stadion          | 8,000     |
| FK Mladost Lučani    | Lučani    | Mladost Stadion          | 8,000     |
| FK Napredak Kruševac | Kruševac  | Mladost Stadion          | 10,331    |
| FK Partizan          | Belgrád   | Partizan Stadion         | 29,755    |
| FK Proleter Novi Sad | Újvidék   | Karađorđe Stadion        | 14,458    |
| FK Rad               | Belgrád   | King Peter I Stadion     | 3,919     |
| FK Radnički Niš      | Niš       | Čair Stadion             | 18,151    |
| FK Radnik Surdulica  | Surdulica | Surdulica városi Stadion | 3,312     |
| FK Crvena zvezda     | Belgrád   | Rajko Mitić Stadion      | 55,538    |
| FK Spartak Subotica  | Szabadka  | Szabadkai városi Stadion | 13,000    |
| FK Vojvodina         | Újvidék   | Karađorđe Stadion        | 14,458    |
| FK Voždovac          | Belgrád   | Voždovac Stadion         | 5,175     |
| TSC Bačka Topola     | Topolya   | Zentai stadion albérlet  | 5,000     |

### Tabella
| Hely. | Csapat                | M  | Gy | D  | V  | G+ | G– | Gk  | P  | Továbbjutás                         |
| ----- | --------------------- | -- | -- | -- | -- | -- | -- | --- | -- | ----------------------------------- |
| 1.    | FK Crvena zvezdaB (Q) | 30 | 25 | 3  | 2  | 68 | 18 | +50 | 78 | Bajnokok Ligája 1.selejtező forduló |
| 2.    | Partizan (Q)          | 30 | 20 | 4  | 6  | 69 | 25 | +44 | 64 | Európa-liga 1.selejtező forduló     |
| 3.    | VojvodinaKgy (Q)      | 30 | 19 | 5  | 6  | 47 | 27 | +20 | 62 | Európa-liga 2.selejtező forduló     |
| 4.    | TSC Bačka TopolaÚ (Q) | 30 | 17 | 8  | 5  | 59 | 34 | +25 | 59 | Európa-liga 1.selejtező forduló     |
| 5.    | Radnički Niš          | 30 | 16 | 4  | 10 | 51 | 37 | +14 | 52 |                                     |
| 6.    | Čukarički             | 30 | 15 | 6  | 9  | 42 | 36 | +6  | 51 |                                     |
| 7.    | Spartak Subotica      | 30 | 14 | 4  | 12 | 46 | 48 | −2  | 46 |                                     |
| 8.    | Voždovac              | 30 | 13 | 6  | 11 | 45 | 41 | +4  | 45 |                                     |
| 9.    | Mladost Lučani        | 30 | 13 | 4  | 13 | 31 | 40 | −9  | 43 |                                     |
| 10.   | Napredak Kruševac     | 30 | 9  | 6  | 15 | 33 | 41 | −8  | 33 |                                     |
| 11.   | Radnik Surdulica      | 30 | 8  | 7  | 15 | 34 | 50 | −16 | 31 |                                     |
| 12.   | Proleter Novi Sad     | 30 | 7  | 9  | 14 | 30 | 42 | −12 | 30 |                                     |
| 13.   | Javor-MatisÚ          | 30 | 6  | 10 | 14 | 43 | 62 | −19 | 28 |                                     |
| 14.   | Inđija                | 30 | 7  | 4  | 19 | 26 | 48 | −22 | 25 | Osztályozó                          |
| 15.   | RadK                  | 30 | 4  | 3  | 23 | 23 | 63 | −40 | 15 | Kiesett                             |
| 16.   | Mačva ŠabacK          | 30 | 2  | 7  | 21 | 18 | 53 | −35 | 13 | Kiesett                             |

1. több szerzett pont az összes mérkőzésen (egy győzelem 3 pont, egy döntetlen 1 pont, egy vereség 0 pont),
2. jobb gólkülönbség az azonosan álló csapatok között lejátszott mérkőzéseken
3. több lőtt gól az azonosan álló csapatok között

Ha két vagy több csapat a fenti három kritérium alapján is azonos eredménnyel áll, akkor a következők szerint kell meghatározni a sorrendet:
1. jobb gólkülönbség az összes mérkőzésen,
2. több lőtt gól az összes mérkőzésen.
3. több szerzett pont az azonosan álló csapatok között lejátszott mérkőzéseken,
4. Büntető rúgások, ha csak két csapatnak van azonos számú pontja, és a csoport utolsó fordulójában találkoztak, valamint az összes fenti kritérium alkalmazása után össze is megegyeznek a mutatóik. (nem használható, ha több mint két csapat áll azonos pontszámmal);
5. fair play pontszám (-1 pont egy sárga lapért, -3 pont két sárga lapot követő piros lapért, -4 pont egy azonnali piros lapért, -5 pont egy sárga lap és egy azonnali piros lapért);
6. UEFA club coefficiens alapján;
7. sorsolás

### Góllövőlista
| 1 | Vladimir Silađi   | FK TSC Bačka Topola | 16 |
| 2 | Nenad Lukić       | FK TSC Bačka Topola | 16 |
| 3 | Nikola Petković   | FK Javor Ivanjica   | 16 |
| 5 | Stefan Mihajlović | FK Radnički Niš     | 15 |
| 4 | Ben               | FK Crvena zvezda    | 13 |

Frissítve: 2020.június 20.

### Bajnokság legjobb játékosa
Nenad Lukić
(FK TSC Bačka Topola)

## Nemzetközi kupaszereplés

### Eredmények
Az eredmények minden esetben a szerb labdarúgócsapatok szemszögéből értendőek.
(o) – otthon játszott, (i) – idegenben játszott mérkőzés.
| Csapat           | Kiírás          | Forduló         | Ellenfél             | 1. mérk. | 2. mérk. | Össz.     |
| ---------------- | --------------- | --------------- | -------------------- | -------- | -------- | --------- |
| FK Crvena zvezda | Bajnokok ligája | 1. selejtezőkör | FK Sūduva            | 0-0 (i)  | 2–1 (o)  | 2–1       |
| FK Crvena zvezda | Bajnokok ligája | 2. selejtezőkör | FC København         | 1–1 (o)  | 1–1 (i)  | bün:7–6   |
| FK Crvena zvezda | Bajnokok ligája | 3. selejtezőkör | Young Boys           | 2–2 (i)  | 1–1 (o)  | i.l.g.3–3 |
| FK Crvena zvezda | Bajnokok ligája | Csoportkör      | FC Bayern München    | 0–6 (i)  | 0–3 (o)  |           |
| FK Crvena zvezda | Bajnokok ligája | Csoportkör      | Tottenham Hotspur FC | 0–5 (i)  | 0–4 (o)  |           |
| FK Crvena zvezda | Bajnokok ligája | Csoportkör      | Olimbiakósz          | 3-1 (o)  | 0–1 (i)  |           |

| Csapat          | Kiírás      | Forduló         | Ellenfél                | 1. mérk. | 2. mérk. | Össz. |
| --------------- | ----------- | --------------- | ----------------------- | -------- | -------- | ----- |
| FK Čukarički    | Európa-liga | 1. selejtezőkör | FA Bananc Jerevan       | 3–0 (o)  | 5-0 (i)  | 8–0   |
| FK Čukarički    | Európa-liga | 2. selejtezőkör | Molde FK                | 0–0 (i)  | 1–3 (o)  | 1–3   |
| FK Radnički Niš | Európa-liga | 1. selejtezőkör | FC Flora                | 0–2 (o)  | 2–2 (i)  | 2–4   |
| FK Partizan     | Európa-liga | 2. selejtezőkör | Connah’s Quay Nomads FC | 0–1 (i)  | 3–0 (o)  | 4-0   |
| FK Partizan     | Európa-liga | 3.selejtezőkör  | Yeni Malatyaspor        | 3–1 (o)  | 0–1 (i)  | 3-2   |
| FK Partizan     | Európa-liga | rájátszás       | Molde FK                | 2–1 (o)  | 1–1 (i)  | 3-2   |
| FK Partizan     | Európa-liga | csoportkör      | Manchester United FC    | 2–1 (o)  | 0–3 (i)  |       |
| FK Partizan     | Európa-liga | csoportkör      | AZ                      | 2–2 (o)  | 2–2 (i)  |       |
| FK Partizan     | Európa-liga | csoportkör      | Asztana FK              | 4–1 (o)  | 2–1 (i)  |       |